# Leptoconops catawbae
Leptoconops catawbae är en tvåvingeart som först beskrevs av Boesel 1948.  Leptoconops catawbae ingår i släktet Leptoconops och familjen svidknott. Inga underarter finns listade i Catalogue of Life.